# سبک‌های فیلم
سبک‌های فیلم (انگلیسی: Film styles) تکنیک‌های مشخصی هستند که فیلمسازان از آن‌ها برای این که تغییر یا ارزشی ویژه به کارهای‌شان بدهند، استفاده می‌کنند. سبک فیلم می‌تواند شامل تمام جنبه‌های ساخت یک فیلم: صدا، میزانسن، گفتگو، فیلمبرداری، تدوین و رویکرد باشد.

## تفاوت میان ژانر و سبک فیلم
سبک فیلم از ژانر فیلم، که فیلم‌ها را بر اساس ساختارهای روایی مشابه دسته‌بندی می‌کند، متمایز است. برای مثال، فیلم‌های وسترن دربارهٔ غرب آمریکا هستند، داستان‌های عاشقانه دربارهٔ عشق و غیره. سبک فیلم، فیلم‌ها را براساس تکنیک‌های مورد استفاده در ساخت فیلم، همچون فیلم‌برداری و نورپردازی، دسته‌بندی می‌کند. دو فیلم ممکن است از یک ژانر باشند، اما احتمالاً بر اساس سبک فیلم متفاوت به نظر برسند. برای نمونه، روز استقلال و کلاورفیلد هر دو فیلم علمی تخیلی و اکشن دربارهٔ پایان احتمالی جهان هستند. با این حال، آن‌ها به‌طور کاملاً متفاوتی فیلم‌برداری شده‌اند؛ در تمام فیلم کلاورفیلد از دوربین روی دست استفاده شده‌است. فیلم‌های یک ژانر لزوماً سبکی یکسان ندارند؛ بنابراین، ژانر فیلم و سبک فیلم دو اصطلاح متمایز هستند.